# Кринка (Ростовська область)
Кри́нка (рос. Крынка) — селище в Матвієво-Курганському районі Ростовської області Росії. Входить до складу Алексєєвського сільського поселення.

## Географія
Географічні координати: 47°36' пн. ш. 38°47' сх. д. Часовий пояс — UTC+4.
Відстань до районного центру, селища Матвієв Курган, становить 9 км. Через селище протікають річки Кринка та Міус.

### Урбаноніми
- вулиці — Ветеранів, Гагаріна, Ростовська, Світла, Таганрозька, Тополькова;
- провулки — Криничний, Тирсовий, Шкільний[2].

## Населення
За даними перепису населення 2010 року на території селища проживало 420 осіб. Частка чоловіків у населенні складала 46,9% або 197 осіб, жінок — 53,1% або 223 особи.